# René Backmann
René Backmann est un journaliste et humanitaire français. Après avoir couvert de très près Mai 68  dès le début de l'année 1968 et avoir longtemps travaillé à l'hebdomadaire Le Nouvel Observateur, dont il a été chef du service « Monde » pendant plus de dix ans, il écrit maintenant pour le site web d'information Mediapart.

## Biographie

### Enfance et jeunesse
Né en 1944, René Backmann est élevé près de Saint-Étienne dans un milieu d’ouvriers verriers aux sympathies conservatrices et aux lectures plutôt gaullistes (L'Espoir) et catholiques (Le Pèlerin). Dans un environnement à la fois chrétien et syndical – son père est militant CFTC –, il est plongé très tôt dans des luttes sociales et une action syndicale.
La guerre d'Algérie n’en constitue pas moins l'événement majeur qui voit émerger sa conscience politique et qui l'amène à lire des journaux de gauche anticolonialistes comme L'Express, Le Monde ou France Observateur.

### Les études et les débuts de journaliste
Suivant de études de lettres à la faculté de Lyon, il y reste deux ans jusqu’à ce qu'il passe avec succès le concours du Centre de formation des journalistes (CFJ) en 1964. Après un stage au Progrès de Lyon et un service militaire écourté, il est à la recherche d’un travail lorsque Philippe Viannay, qui l'avait remarqué dans l'hebdo de l'école pour un article sur Grenoble, l'introduit auprès de Jean Daniel. 

### Mendès-France à Grenoble
C'est ainsi que ce dernier le recrute à la fin de l’année 1966 pour participer à l’édition grenobloise que le Nouvel Observateur souhaite lancer pour soutenir la campagne législative de Pierre Mendès France. De mars à avril 1967, il travaille au succès de l’ancien président du Conseil mais il est l'objet d’une demande de renvoi de la part de Mendès France pour un article critique envers des directeurs de Maisons de Jeunes et de la Culture de gauche [réf. nécessaire], alors dans le viseur du ministre François Missoffe. Préservant sa place grâce à une contre-enquête de Josette Alia et le refus de Jean Daniel de plier aux pressions politiques , il reste quelques mois de plus en Rhône-Alpes pour s’occuper d’une édition régionale (mai - juin 1967).

### Mai 68 à Nanterre
De retour à Paris, il est attaché au service "Notre Époque" et chargé, de par son jeune âge, de traiter les questions de jeunesse, d'éducation et d'université. Au cours de cette période, il est le seul journaliste présent lors de la création du Mouvement du 22-Mars, car il a été prévenu par sa compagne, qui est étudiante sur le campus de Nanterre. 
Du coup, l'hebdomadaire lui confie, pour les 3 numéros d'avril suivants, une chronique baptisée "On en parlera demain" et qui sera rebaptisée dans le courant du mois de mai, en raison de l'évolution de l'actualité, "On en parlera aujourd'hui". Avec ses collègues du journal, il participe aux assemblées générales de la profession de journaliste à la Sorbonne.
Ainsi projeté au premier rang des événements de Mai 68, il publie à la fin de l'année, avec son collègue Lucien Rioux, une imposante chronique  où il rejette, entre autres, les thèses du complot maoïste ou américain, dans un département qui compte environ 600 à 700 étudiants. 
Parallèlement, il mène en compagnie de Jean Moreau, Claude Angéli et Olivier Todd, la lutte pour une modification du pouvoir au sein de la direction de l'hebdomadaire, qu'il décrit comme trop contrôlée par « deux vieux monsieurs sympathiques et respectables mais qui avaient tous les pouvoirs ».

### L'après Mai 68
À partir de 1969, il commence à collaborer à L'Événement par des articles sur la campagne présidentielle ou un reportage au Tchad. Mais il traite surtout du conflit entre le gouvernement et les mouvements gauchistes[réf. nécessaire] et de l’évolution des forces de police, du Service d'action civique (SAC) ou des barbouzes en tout genre. 
Il publie même avec Claude Angéli, qui fut son collègue au Nouvel Observateur avant de diriger un temps Le Canard Enchaîné, un recueil d’articles, Les Polices de la Nouvelle Société (François Maspero, 1971), dans lequel il dénonce avec virulence les violences policières et les pratiques des Renseignements généraux (RG), considérant entre autres que « les pratiques policières révèlent […] le niveau atteint dans l’évolution de plus en plus autoritaire du système ». Partageant son bureau avec Angéli mais aussi Yvon Le Vaillant, Serge Mallet et Albert Paul-Lentin, il est sollicité par ces derniers pour faire partie de l’équipe de Politique-Hebdo en 1970.
Mais devant l’absence de moyens financiers, de cohésion idéologique et de liberté politique qui lui apparaît au sein de l’équipe fondatrice, il se retire du projet après quelques réunions. Il n’en abandonne pas moins l’idée que des transformations sont nécessaires au Nouvel Observateur et se fait élire secrétaire de la société des rédacteurs en 1972. Il organise alors une consultation interne sur l’état du journal qui est largement soutenue par la rédaction et dont les conclusions sont très critiques envers le fonctionnement et certains membres de la direction. Mais, lorsqu’il en fait un compte rendu en assemblée générale, il se retrouve seul avec Olivier Todd pour les défendre. 
Cet acte, qui suscite le départ de Jean-Pierre Joulin et de Pierre Rouanet, lui attire les foudres de la direction qui le prive presque de sujets pendant un an (novembre 1972 – décembre 1973). Evitant tout faux pas susceptible de légitimer son licenciement, il doit attendre la  révolution des Œillets pour sortir du placard. En effet, les longs séjours qu’il effectue au Portugal d’avril 1974 à mai 1975 lui permettent de se réinsérer dans le journal. S'il continue à traiter d’« affaires » intérieures comme le procès Goldman (décembre 1974), il s'intègre progressivement dans les pages étrangères avec le soutien du chef du service étranger, François Schlosser, et de son éditorialiste K.S. Karol. 
La deuxième moitié des années 1970 le voit donc sortir lentement du purgatoire[réf. nécessaire] mais loin du journal, principalement en Afrique australe et orientale.
Il part ainsi couvrir l'Angola (novembre 1975–mars 1976), le Mozambique (février 1977), la Rhodésie (été 1977), l'Ouganda (mars 1979) ou le Zimbabwe (mars-avril 1980). Il traite aussi un peu de l'Afrique occidentale, de l'Amérique latine (notamment de Cuba) et du mouvement des non-alignés, dénonçant globalement le néocolonialisme français, le racisme ou les atteintes aux droits de l'homme. Il traite même de l'affaire des diamants en juin 1980. Mais s'il est promu grand reporter du journal en 1979, son intérêt pour l’Afrique se fait aussi dans le cadre son engagement humanitaire. 
En effet, il intègre Médecins sans frontières vers 1975[réf. nécessaire] et s’y lie d’amitié avec Francis Charhon et Rony Brauman, n’hésitant pas à aider ce dernier dans des missions humanitaires en Éthiopie ou en Ouganda. C'est d’ailleurs par le biais de MSF qu'il effectue un reportage au Cambodge durant l'été 1979. Au sujet de ce pays, il prend position avec Rony Brauman contre l'opération « un Bateau pour le Vietnam » impulsée par Bernard Kouchner[réf. nécessaire]. Et l'année suivante, il exprime des réticences à peine voilées envers « La marche pour le Vietnam » que ses propres amis de MSF soutiennent.
Parallèlement, au sein du journal, il apparaît avec Marcelle Padovani comme un des leaders de la tendance la plus unitaire et la plus favorable au Programme commun. Ainsi, si son radicalisme le porte plutôt vers les idées du PSU, il vote avec enthousiasme pour François Mitterrand en 1974 et en 1981. Sur le plan intellectuel, il ne cache pas son hostilité à l’entrée en force des Nouveaux Philosophes ni son regret au départ, en 1979, de Jacques-Laurent Bost. Mais il n'intervient plus dans la rubrique intérieure que pour dénoncer les actes racistes, les lois anti-immigration ou les atteintes aux droits de l'homme dans le monde comme en France. 
Traitant l'invasion du Liban au début des années 1980, il commence à traiter de la question israélo-arabe à partir de février 1983. Refusant de quitter le journal avec Georges Mamy et Irène Allier (1985), il élargit son domaine à l’ensemble du Moyen-Orient. Ami personnel d'Elias Sanbar mais aussi de Henri Guirchoun et Charles Enderlin, il est sensibilisé à la cause palestinienne, mais se heurte au sein du journal avec Élisabeth Schemla jusqu’au départ de celle-ci en 1995. Prix de la fondation Mumm 1991 pour son enquête sur « l'Islam et les financiers de l'intégrisme », il est le coauteur avec Rony Brauman du livre Les Médias et l'Humanitaire (CFPJ éd, 1996). En 2002, il succède à François Schlosser à la tête du service étranger.
Depuis décembre 2014, il écrit pour le site web d'information Mediapart, où il tient également un blog.